# José Saraiva Martins
José Saraiva Martins, C.M.F. (Gagos de Jarmelo, Guarda, 6 de Janeiro de 1932) é um cardeal português e prefeito emérito da Congregação para as Causas dos Santos da Santa Sé.

## Biografia
Entrou no Seminário claretiano das Termas de São Vicente em Outubro de 1944 e decorrido o noviciado junto dos padres claretianos nos Carvalhos. Em 1954 estabelece-se em Roma, e desde aí tem residido nessa cidade. Aperfeiçoa os estudos teológicos obtendo a licenciatura em Teologia em 1957 na Pontifícia Universidade Gregoriana, em Roma.
Em 16 de março de 1957 é ordenado sacerdote na igreja de Nostra Signora del Sacro Cuore, Roma, por Ettore Cunial, segundo vice-gerente de Roma. Apaixonado pela teologia, inicia o ensino com 26 anos: em 1958 é professor de metafisica no seminário maior da província italiana dos Claretianos. Em seguida é professor de teologia fundamental e de teologia dogmática sacramentária também nos Claretianos. Em 1969 é convidado a ensinar dogmática sacramentária na Pontifícia Universidade Urbaniana onde fica até 1988, sendo seu reitor entre 1977 e 1983 e entre 1986 e 1988. Doutorou-se em Roma na Pontifícia Universidade de São Tomás de Aquino.
No campo da teologia, D. José Saraiva Martins produziu uma vintena de livros e opúsculos, e mais de 250 artigos de caráter científico e de vários gêneros, publicados em jornais e revistas internacionais.
Em 26 de Maio de 1988, o Papa João Paulo II nomeou-o secretário da Congregação para a Educação Católica. A sua ordenação episcopal deu-se a 2 de Julho de 1988, como Arcebispo-titular de Tubúrnica, na Basílica dos Doze Santos Apóstolos, pelas mãos de Agostino Casaroli, Cardeal Secretário de Estado, coadjuvado por Jan Pieter Schotte, C.I.C.M., secretário geral do Sínodo dos Bispos, e por Giovanni Battista Re, secretário da Congregação para os Bispos. Na importantíssima Cúria Romana tinha já desempenhado vários cargos quando em 30 de Maio de 1998 o mesmo Papa nomeou-o prefeito da Congregação para as Causas dos Santos, cargo que implica a dignidade cardinalícia.
Assim, a 21 de Janeiro de 2001 foi anunciada a sua criação como cardeal pelo Papa João Paulo II, no Consistório de 21 de Fevereiro, em que recebeu o barrete vermelho e o título de cardeal-diácono de Nostra Signora del Sacro Cuore.  É também membro da Congregação para os Bispos (desde 19 de Novembro de 1998) e da Congregação para o Culto Divino e Disciplina dos Sacramentos (desde 22 de Abril de 1999).
Com a morte do Papa João Paulo II, D. José Saraiva Martins (tal como toda a Cúria Romana) cessou funções no cargo de prefeito da Congregação para as Causas dos Santos a 2 de Abril de 2005; veio a ser confirmado no cargo pelo Papa Bento XVI a 21 de Abril do mesmo ano. Na qualidade de Prefeito da Congregação para as Causas dos Santos, orientou a Congregação na realização de muitas causas importantes de Veneráveis Servos de Deus, propostas ao Santo Padre para beatificação e canonização, incluindo as de Santa Faustina Kowalska, de Santa Edith Stein, dos santos mártires chineses, de Santa Josefina Bakhita, do beato Padre Pio, dos beatos Papa Pio IX e Papa João XXIII, dos beatos Pastorinhos de Fátima, as mais jovens crianças não mártires elevadas às honras dos altares.
Em 9 de Julho de 2008 e já com 76 anos (idade superior ao limite habitual de 75 anos) resignou ao cargo de prefeito da Congregação para as Causas dos Santos, tendo sido substituído pelo Arcebispo D. Angelo Amato. Após a resignação, D. José Saraiva Martins passou a deter o título de prefeito emérito da Congregação para as Causas dos Santos.
Em 24 de Fevereiro de 2009 D. José Saraiva Martins foi nomeado cardeal-bispo da Igreja Católica pelo Papa Bento XVI com o título de cardeal-bispo de Palestrina, sendo instalado em 19 de Abril.

## Tomadas de posição
Face às crescentes denúncias de abusos sexuais na Igreja, o cardeal , a propósito do caso do padre norte-americano Lawrence Murphy, acusado de abusar duzentas crianças,  afirmou que "não devemos estar muito escandalizados se alguns bispos sabiam dos casos, mas mantiveram segredo. É isso que acontece em qualquer família, não se lava roupa suja em público", acrescentando que, na sua opinião,  as denúncias que vêm ocorrendo derivam de interesse financeiro e que são parte de uma conspiração contra a Igreja. O jornalista Ferreira Fernandes comenta que  "(...) é um pecado de que nenhuma família está livre. O problema é eles, conhecidos, não terem sido expulsos." 

## Conclaves
- Conclave de 2005 - participou da eleição de Joseph Ratzinger como Papa Bento XVI.
- Conclave de 2013 - não participou da eleição de Jorge Mario Bergoglio como Papa Francisco, pois perdeu o direito ao voto em 6 de Janeiro de 2012.